# Malin Östh
Malin Kristina Östh, född 25 april 1972 i Linköpings församling, Östergötlands län, är en svensk vänsterpartistisk politiker. Hon är sedan 2024 riksdagsledamot, invald för Östergötlands läns valkrets. Hon har sedan 2010 varit politiskt engagerad på kommunal och regional nivå.